# Openwashing
L'openwashing, parfois traduit en français par ouvertisation, est une expression désignant un procédé de marketing ou de relations publiques laissant croire qu'une initiative s'inscrit dans le mouvement de la culture libre.

## Exemples
Windows 10, en laissant supposer un passage en open-source de Windows pour les 40 ans de Microsoft  a pratiqué une campagne d'openwashing afin de s'attirer la sympathie d'utilisateurs en principe réfractaires.
En France, à Paris, la société de vélos en libre service Vélib' a publié un article sur son blog « Une nouvelle utilisation de l'open data Vélib' »  parlant d'applications n'ayant pu être réalisées avec les données libres de Vélib' mais provenant en réalité de partenariats dont les données n'ont jamais été rendues disponibles
Le monde de la recherche est également frappé de plein fouet par l'openwashing, plusieurs éditeurs proposant les articles en libre accès et jouant la carte de l'open-data tout en gardant les mêmes politiques commerciales abusives consistant à faire payer l'auteur pour la mise en ligne de son article.
Le principe d'ouverture et l'utilisation de l'open-source peuvent également suivre des buts n'ayant plus du tout de rapport avec les principes défendus par la culture libre. Cela a par exemple été le cas de la société Defense Distributed mettant en avant ses valeurs d'ouvertures et la mise sous licence libre d'armes, leur leitmotiv étant que les gens sont en droit de s'armer librement.
Un exemple en est le cas de "Piège diachronique" dénoncé par Richard Stallman dans un article à propos des modèles économiques consistant à faire payer les mises  à jour d'un logiciel OpenSource via un logiciel privateur payant "parce que le format interne de la base de données change entre les versions N et N+1"

## Qualité de l'ouverture
L'openwashing ne dépend donc pas seulement de la manière dont est gérée l'ouverture mais également de sa qualité et de sa compatibilité avec les fondements de la culture libre.
Des données ouvertes, en plus de l'accessibilité, doivent permettre de répondre aux quatre libertés fondamentales décrites au travers des licences libres et doivent donc être, en principe, protégées sous une telle licence.
Nous retrouvons dans la qualité de l'ouverture également la documentation mise en place autour de la source, par exemple les commentaires dans le cas d'un code source informatique. Il n'est pas rare qu'un code source ne soit pas commenté, ce qui, pour un code complexe augmente grandement sa compréhension.
Il peut également arriver que le code soit volontairement complexifié  comme le permettent, par exemple, les outils de minification, procédé consistant en supprimer tous les commentaires et réduire la taille du code en changeant le nom des variables en des lettres, supprimer les espaces inutiles, les retours à la ligne, etc. Il en résulte donc un code source ouvert mais dont la complexité le rend illisible.